# Radicaal 37
Van de in totaal 214 Kangxi-radicalen heeft radicaal 37 de betekenis groot. Het is een van de eenendertig radicalen die bestaat uit drie strepen.
In het Kangxi-woordenboek zijn er 132 karakters die dit radicaal gebruiken.
Het karakter beeldt een man uit die zijn armen zover mogelijk uitstrekt om zo groter te lijken.

## Karakters met het radicaal 37
| Strepen | Karakter                         |
| ------- | -------------------------------- |
| + 0     | 大 夨                            |
| + 1     | 天 太 夫 夬 夭                   |
| + 2     | 央 夯 夰 失 夲 夳 头             |
| + 3     | 买 夵 夶 夷 夸 夹 夺 夻 夼       |
| + 4     | 夽 夾 夿 奀 奁 奂                |
| + 5     | 奃 奄 奅 奆 奇 奈 奉 奋 奌 奍 奔 |
| + 6     | 奊 奎 奏 奐 契 奒 奓 奕 奖       |
| + 7     | 套 奘 奙 奚                      |
| + 8     | 奛 奜 奝 奞 奟                   |
| + 9     | 奠 奡 奢 奣 奤 奥                |
| + 10    | 奦 奧 奨                         |
| + 11    | 奩 奪 奫 奬                      |
| + 12    | 奭                               |
| + 13    | 奮 奯                            |
| + 15    | 奰                               |
| + 19    | 奱                               |
| + 21    | 奲                               |

Orakelbotkarakter
Bronskarakter
Groot zegelkarakter
Klein zegelkarakter